# Philonthus nitidus
Philonthus nitidus är en skalbaggsart som först beskrevs av Fabricius 1787.  Philonthus nitidus ingår i släktet Philonthus, och familjen kortvingar. Arten är reproducerande i Sverige.